# Lysimachia tianyangensis
Lysimachia tianyangensis är en viveväxtart som beskrevs av Ding Fang och C.Z. Gao. Lysimachia tianyangensis ingår i släktet lysingar, och familjen viveväxter. Inga underarter finns listade i Catalogue of Life.